# Maukhari
La dinastia Maukhari fou una dinastia reial índia que va controlar grans àrees de l'Índia del nord durant més de sis generacions. Anteriorment van ser un clan organitzat, vassalls dels Guptes així com relacionats amb Harsha i la seva efímera dinastia Vardhana. El Maukharis van establir la seva independència a Kanauj, durant el segle vi. La dinastia governava sobre gran part de Uttar Pradesh i Magadha. Al voltant del 606 una gran part del seu imperi fou recuperada pels Guptes Posteriors.

## Història
Megastenes esmenta aquest clan i en diu Megari. Escriu que acap al Indus es troben en ordre el clans dels Amatae (Antal), Bolingae (Balyan), Gallitalutae (Gahlot), Dimuri (Dahiya), Megari (Maukhari), Ordabae (Buria), Mese (Matsya).
Els Maukharis van guanyar poder polític cap al final del segle V ; una inscripció del emperador Harxa del 554 esmente l'ascens de Yajnavarman de Gaya durant aquest període. El tres reis maukharis que governaven a Gaya, esmentats a les inscripcions de Barabar i Nagarjuni, uns 150 anys abans de dominar Kanauj, són: Yajnavarman, Sardulavarman i Anantavarman. Aquests reis únicament portaven el títol de "Samanta" que indicava que eren reis vassalls sota un gran rei, en aquest cas l'emperador gupta. Al segell de la copa d'Asirgarh del rei Sarvavarman hi ha la llista dels reis Maukhari que van seguir; els tres primers (Harivarman, Adityavarman i Isvaravarman) tenen el títol de Maharaja; el següent, Isanavarman, és anomenat Maharajadhiraja. Probablement fou Isanavarman qui va crear el regne independent. Els reis Maukhari tenien llaços familiars amb els Guptes Posteriors però la declaració de independència de Isanavarman hauria enrarit les relacions entre els Maukharis i els Guptes Posteriors; la inscripció de Aphsad parla d'una victòria de Kumaragupta III, el quart rei de la dinastia Gupta Posterior de Magadha, sobre Isanavarman. No obstant la dinastia va seguir regnant.
El següent rei, Sarvavarman, successor de Isanavarman, va tenir èxit en recuperar el prestigi perdut dels Maukharis i va derrotar a Damodaragupta dels Guptes Posteriors. El va seguir Anantivarman i finalment el darrer rei de la dinastia que fou Grahavarman, casat amb Rajyasri, filla de Prabhakaravardhan de Thaneshwar i germana del famós sobirà Harxavardhana. El rei de Malwa, Devagupta, va atacar Kanauj i va matar a Grahavarman liquidant el regne Maukhari.

## Governants
El governants Maukharis de Madhya-desha  són:
- Yajnavarman,
- Sardulavarman,
- Anantavarman,
- Harivarman,
- Adityavarman,
- Isvaravarman (Jośvaravarman)
- Isanavarman o Jośanavarman (530-554 A.D.),
- Sarvavarman o Śarvavarman (554-570 A.D.),
- Anantivarman (570-600 A.D.),
- Grahavarman (600-605 A.D.),